# Gauden Villas García
Gauden Villas García   (Barcelona, 1971) és un jurista i diplomàtic català.
Va ser periodista esportiu, seguidor del València Club de Futbol, que va col·laborar amb el programa Punto Pelota d'Intereconomia i al diari Levante. El 2014 era director general de Relacions Externes del País Valencià, nomenat per Francisco Camps. Diplomàtic de carrera, des del 2014 és cònsol d'Espanya a Perpinyà. Ha protagonitzat algunes polèmiques per les seves manifestacions contra l'ensenyament del català i la catalanitat de Perpinyà.